# 반덤핑 관세
반덤핑 관세(Anti-Dumping Duty)는 외국의 물품이 정상가격이하로 수입되어 국내산업이 실질적인 피해를 받거나 받을 우려가 있거나 또는 국내산업의 확립이 실질적으로 지연되었음이 조사를 통하여 확인되고 당해 국내산업을 보호할 필요가 있다고 인정될 때에 그 물품과 수출자 또는 수출국을 지정하여 당해물품에 대하여 관세외에 정상가격과 덤핑가격과의 차액(덤핑차액)에 상당하는 금액 이하의 관세(덤핑방지관세)를 추가하여 부과하는 것을 말한다.  
그동안의 각국 반덤핑 제도의 근거가 되어온 국제 반덤핑규범(GATT 제6조 및 반덤핑 코드)이 명료하지 않아 반덤핑 조치가 남용되는 경향이 있었으며, 덤핑사실 및 피해유무에 대한 판정, 조사개시 및 실시, 덤핑마진 산정, 반덤핑 관세의 종료기한 등 주요 분야에서의 추상적 표현 또는 규정결여로 각 국은 자의적으로 해석했다.  선진국들의 반덤핑 규제 남발로 큰 피해를 입었던 주요 수출국들은 UR 협상 과정에서 각국의 반덤핑 제도를 규율할 수 있는 실질적인 새로운 반덤핑 규범 도입을 적극 지지하였던 반면, 선진수입국들은 기업 활동의 국제화에 따른 우회덤핑 등 새로운 기업 관행에 대해 현행 반덤핑 규범이 효과적으로 대처하지 못하고 있다고 주장하였다. UR협상에서는 이러한 주요수출국과 수입국들의 상반된 입장을 절충하여 기존 협정을 보다 명료화하고 반덤핑조치의 남용을 억제할 수 있도록 하였다.  
이 제도는 1904년 캐나다에서 처음 실시한 이래 오늘날 세계 거의 모든 나라들이 각기 국내산업 보호수단으로 이용되고 있다. 대한민국은 1999년 11월 시애틀 각료회의에서 뉴라운드 의제논의시 반덤핑분야가 포함되도록 노력하였으나, 각료회의가 결렬되어 무산된 바 있다.